# Meterostachys sikokiana
Meterostachys sikokiana ist die einzige Pflanzenart der monotypischen Gattung Meterostachys in der Familie der Dickblattgewächse (Crassulaceae).

## Beschreibung
Meterostachys sikokiana ist eine ausdauernde sukkulente Pflanze, die kleine Rosetten bildet und eine verdickte Pfahlwurzel besitzt. Die linealischen bis linealisch-dreieckigen Laubblätter sind an der Spitze spitz bis dornenspitzig und oft auch knorpelig. Sie werden 7 bis 25 Millimeter lang und 2 bis 3 Millimeter breit. 
Die einjährigen, einfachen, aufrechten Blütentriebe erscheinen aus den Blattachseln der Rosettenblätter. Sie werden 1,5 bis 8 Zentimeter hoch. Die Blütenachse ist fein gewarzt und beblättert. Der lockere Blütenstand ist endständig und zymos. Die zwittrigen Blüten sind fünfzählig (selten vierzählig) und obdiplostemon. Die Blütenstiele sind häufig länger als die Blüten. Die linealisch-lanzettlichen, fleischigen, ausdauernden Kelchblätter sind 1,7 bis 2,6 Millimeter lang und an ihrer Basis miteinander verwachsen. Die aufsteigenden, breit lanzettlichen bis lanzettlichen Kronblätter sind weiß (oft mit rötlichem Schein) und zwischen 2,5 und 4 Millimeter lang. Sie sind auf einem Drittel bis zu zwei Fünfteln ihrer Länge miteinander verwachsen. Die Staubfäden sind Kürzel als die Kronblätter, die Fruchtblätter tiefrot. Die länglichen, weißlichen Nektarschüppchen sind etwa 0,8 Millimeter lang.
Die Samen sind zylindrisch.

## Systematik und Verbreitung
Meterostachys sikokiana ist im Westen Japans, auf der koreanischen Insel Jeju-do und auf dem chinesischen Berg Emei Shan verbreitet. Die einzige Art der Gattung wurde 1891 als Cotyledon sikokiana von Tomitarô Makino (1862–1957) erstbeschrieben. Takenoshin Nakai stellte 1935 für die Art die neue Gattung Meterostachys auf.
Ein weiteres Synonym ist Orostachys sikokiana.

## Nachweise